# 알란 시몬센
알란 로뎅캄 시몬센(덴마크어: Allan Rodenkam Simonsen, 1952년 12월 15일 ~ )은 덴마크의 전직 축구 선수 겸 감독이다.
1971년과 1972년 바일레 BK의 덴마크 1부 리그 2회 연속 우승에 공헌했다. 1972년부터 1979년까지 독일(당시 서독) 보루시아 묀헨글라트바흐 소속으로 뛰면서 팀의 분데스리가 3회 연속 우승(1975년, 1976년, 1977년)과 UEFA컵(현재의 UEFA 유로파리그) 2회 우승(1975년, 1979년)에 공헌했다. 그 후 스페인의 FC 바르셀로나와 잉글랜드의 찰턴 애슬레틱으로 이적했고 1983년부터 1989년에 현역 은퇴할 때까지 바일레 BK 소속으로 뛰었다.
1972년 뮌헨 하계 올림픽과 UEFA 유로 1984, 1986년 FIFA 월드컵에 참가한 덴마크 축구 국가대표팀 명단에 이름을 올렸으며 1977년에는 덴마크의 축구 선수로는 처음으로 발롱도르를 수상했다. 현역 은퇴 이후에는 한때 페로 제도(1994년 ~ 2001년)와 룩셈부르크 축구 국가대표팀 감독(2001년 ~ 2004년)을 역임하기도 했으며 2008년 11월 덴마크 축구 명예의 전당에 헌정되었다.

## 경력

#### 바일레 BK
- 덴마크 1부 : 1971, 1972, 1984
- 덴마크 컵 : 1972

#### 보루시아 묀헨글라트바흐
- 분데스리가 : 1974–75, 1975–76, 1976–77
- DFB 포칼 : 1972–73
- DFL 슈퍼컵 : 1977
- UEFA컵 : 1974–75, 1978–79

#### 바르셀로나
- 국왕컵 : 1980-81
- UEFA컵 위너스컵 : 1981-82

### 개인
- 발롱도르 : 1977
- 유로피언컵 득점왕 : 1977-78
- UEFA컵 득점왕 : 1978-79
- 키커 분데스리가 올해의 팀 : 1974–75, 1975–76, 1976–77
- 덴마크 축구 명예의 전당